# Ramón Zarzoso
Ramón Zarzoso (València, 12 d'octubre de 1899 - 29 d'octubre de 1988) va ser un músic valencià que, no obstant això, va desenvolupar gran part de la seva carrera professional a l'Argentina, on va dirigir la seva pròpia orquestra.
És a Argentina on coneix a Salvador Valverde amb qui va iniciar una llarga carrera professional i, juntament amb ell, va compondre el seu major èxit: la cercavila-jota Si vas a Calatayud, que va ser estrenada el 1944.
Aquesta obra no va ser l'únic gest de complicitat que Ramon Zarzoso va fer a Espanya. Va compondre diverses jotes com Los cuatro pañuelos o Jotica mía, amb lletra de Sixto Cantabrana, ambdues per l'artista argentina Lolita Torres a qui va acompanyar amb la seva orquestra en bona part dels seus enregistraments. També va compondre per a altres grans artistes com Rocío Jurado, Lola Flores, Imperio Argentina, Miguel de Molina, Carmen Sevilla, Paquita Rico, etc.
També va treballar per a pel·lícules i en teatre és l'autor de la música original de l'obra teatral Ladroncito de mi alma i va ser l'autor de les lletres i director musical de Com'as anduriñas.

## Obres musicals[2]
- Si vas a Calatayud pasdoble-rondalla
- A la entrada de León cançó castellana
- Las mozas de Vilariños cançó gallega
- Candelaria mía pasdoble
- Carmen la de Triana pasdoble cançó
- Los ojos de mi charra pasdoble
- Aquel Madrid Masurca del 900
- Carmen Sevilla
- Por la puerta grande pasdoble
- Purita Ugalde la Riojanita
- Como la espiga del trigo jota-pasdoble
- Marinero de la barca cançó
- De rompe y rasga schottis
- Soy minero marxa
- Cascorro guajiras
- Las caenas del querer pasdoble
- La huertana marxa valenciana
- Palmero sube a la palma
- Castillito de arena: tanguillo gitano
- Charra de Salamanca cançó salmantina
- Coimbra divina fado
- El sombrero pasdoble
- No me mires más cançó

## Filmografia[3]

### Banda de so
- Alma aragonesa ("La hija de la Dolores") (1961)

### Compositor
- El ángel de España (1957)
- Un novio para Laura (1955)
- Requiebro (1955)
- La edad del amor (1954)
- La mejor del colegio (1953)
- La niña de fuego (1952)
- Ritmo, sal y pimienta (1951)
- El mucamo de la niña (1951)